# Diocesi di Dolia

Mappa delle diocesi e delle province ecclesiastiche sarde in epoca medievale.

La diocesi di Dolia (in latino Dioecesis Doliensis) è una sede soppressa e sede titolare della Chiesa cattolica.

## Territorio
La diocesi estendeva la sua giurisdizione sulle curatorie di Siurgus, di Dolia e della Trexenta nel giudicato di Cagliari e comprendeva le parrocchie dei villaggi di: Aluda, Arcu, Arixi Magno, Arixi, Armungia, Bacu, Bangiargia, Bagni Donnici, Bangiu de Aliri, Ballao, Baxo de Onigo, Baratuli, Baratuli Santu Sadorru, Barrali, Canasse, Campu, Carrarza, Castangias, Corongiu, Donigala (=Siurgus Donigala), Donori, Donnigala Alba, Escolca, Gergei, Gesico, Goni, Gozzolai, Gualalbay, Janna (Gustara), Janna de Jossu, Latinus, Mandas, Modulu, Mogor, Monastir, Nuracadu, Nuraxi, Nurgi, Nurri, Orroli, Ortacesus, Ortulani, Parasuli, Pau, Pauli Gerrei (= San Nicolò Gerrei), Prato Gigliano, Rezoli, San Pantaleo, Sarassi, Santu Sadurru de Chida, Sassai, Segolai, Seguale, Serdiana, Serri, Seurgus, Sibiola, Sicci, Sigii, Sigussini, Silius, Simieri, Sioco, Siuro, Sirio, Siserri, Siuro, Soleminis, Solanas, Solomura, Surlongo, Spaciani, Strana, Sualesi, Tegulata, Trogodori, Turri, Ussana, Villasalto.
Sede vescovile era l'abitato di San Pantaleo, dove la chiesa di San Pantaleo fungeva da cattedrale.

## Storia
La diocesi di Dolia è attestata a partire dalla fine dell'XI secolo e venne costituita in occasione del riordino delle circoscrizioni ecclesiastiche sarde attuato forse già durante il pontificato di papa Alessandro II (1061-1073). Era una delle diocesi suffraganee dell'arcidiocesi di Cagliari.
Il primo vescovo documentato è Virgilio, episcopus Doliensis, che il 30 giugno 1089 sottoscriveva la carta di fondazione del monastero dei Santi Giorgio e Genesio, eretto dal giudice Orzocco Torchitorio I e da suo figlio Costantino; è ancora documentato l'anno successivo in una carta del metropolita Ugo di Cagliari. Segue il vescovo Benedetto, benedettino dell'abbazia di San Vittore di Marsiglia, che nel mese di maggio del 1112 firmò un atto con il quale confermava le donazione al suddetto monastero. Del vescovo Alberto è noto un diploma redatto in epoca incerta fra il 1114 e il 1120. La cronotassi episcopale è molto lacunosa fino agli inizi del XIV secolo.
«Verosimilmente, come altre diocesi del Giudicato, fu anch'essa dotata di consistenti beni di primo impianto; il suo censo annuale alla Santa Sede era di due libre d'argento. Indizio di questa prosperità la costruzione, nel corso del XII-XIII secolo, della cattedrale, in forme romanico-gotiche, dedicata a san Pantaleo, un santo martire del menologio bizantino: era servita da dodici canonici, dei quali uno ricopriva la dignità di decano».
Con l'avvento degli Aragonesi, furono riconosciuti al vescovo doliense alcuni diritti sul villaggio di San Pantaleo, mentre il restante territorio della curatoria fu diviso in numerosi piccoli feudi. Inizia da questo momento un periodo di crisi, per le devastazioni spesso causate dalle guerre e per la povertà in cui decadde la diocesi, che costringeva non di rado i vescovi a chiedere aiuto alla Santa Sede per sovvenire alle proprie necessità.
Alla morte dell'ultimo vescovo, Pietro Ferrer, nel 1502, papa Alessandro VI con un decreto di aprile dello stesso anno segnò la soppressione della diocesi. Questa decisione entrò in vigore con bolla Aequum reputamus di papa Giulio II dell'8 dicembre 1503, che unì l'antica diocesi all'arcidiocesi di Cagliari.
Dal 1969 Dolia è annoverata tra le sedi vescovili titolari della Chiesa cattolica; dal 23 febbraio 2024 l'arcivescovo, titolo personale, è Flavio Pace, segretario del Dicastero per la promozione dell'unità dei cristiani.

## Cronotassi

### Vescovi
- Virgilio † (prima del 1089 - dopo il 1090)
- Benedetto, O.S.B. † (menzionato nel 1112)
- Alberto † (menzionato nel 1114/1120)
- Rodolfo † (menzionato nel 1163)
- Guantino Pizzolo † (prima del 1206 - dopo il 1226)
- Pietro de Cili † (menzionato nel 1261)
- Anonimo † (menzionato nel 1263)
- Gonario de Milli † (menzionato nel 1282)
- Anonimo † (prima del 1311 - dopo il 1312)
- Orlando, O.P. † (1317 - 1319 deceduto)
- Gabriele, O.S.B. † (25 novembre 1319 - ?)
- Francesco † (prima di giugno 1326[5] - dopo il 1334)
- Saladino Pisanello † (prima di novembre 1335 - gennaio/febbraio 1355 deceduto)
- Giovanni de Bardaxino, O.F.M. † (26 ottobre 1355 - ? deceduto)
- Nicola Aleri † (4 aprile 1362 - ? deceduto)
- Giovanni † (8 giugno 1366 - ? deceduto)
  - Giovanni de Baciaco, O.F.M. † (15 luglio 1389 - ? deceduto) (antivescovo)
  - Ludovico de Turri, O.F.M. † (27 gennaio 1410 - ?) (antivescovo)
- Secondo de Moris, O.F.M. † (5 dicembre 1390 - ? deceduto)
- Giacomo de Burgo † (28 luglio 1393 - 1397 deceduto)
- Nicola de Bonifacio, O.P. † (28 novembre 1397 - ?)
- Giovanni † (menzionato nel 1403)
- Goffredo Sigarla, O.F.M. † (27 marzo 1411 - ?)
- Francesco † (?  - 1419 deceduto)
- Giovanni di San Paolo, O.P. † (23 agosto 1419 - ?)
- Bernardino Maja, O.P. † (1422 - 1428 deceduto)
- Nicola de Pinu † (14 febbraio 1435 - 1443 deceduto)
- Giovanni Annades, O.F.M. † (6 settembre 1443 - ? dimesso)
- Antonio Proavo † (26 marzo 1451 - luglio 1475)
- Pietro Pilares, O.P. † (29 marzo 1476 - 13 luglio 1484 nominato arcivescovo di Cagliari)
- Raimondo de Leonis † (13 luglio 1484 - 1495 deceduto)
- Pietro Ferrer, O.E.S.A. † (25 luglio 1495 - 1502 deceduto)
  - Sede soppressa

### Vescovi titolari
- Lorenzo Unfried Gimpel, M.C.C.I. † (13 marzo 1969 - 19 settembre 1980 nominato vescovo di Tarma)
- Friedrich Ostermann † (27 giugno 1981 - 22 ottobre 2018 deceduto)
- Kevin Michael Birmingham † (11 settembre 2020 - 1º ottobre 2023 deceduto)
- Flavio Pace, dal 23 febbraio 2024